# Trestonia pyralis
Trestonia pyralis là một loài bọ cánh cứng trong họ Cerambycidae.